# Свети Николай Транос
„Свети Николай Трано̀с“ (на гръцки: Άγιος Νικόλαος ο Τρανός) е параклис в македонския град Солун, част от Солунската епархия на Вселенската патриаршия, под управлението на Църквата на Гърция. Параклисът е разположен на Старата агора, ползва се от манастира „Света Теодора“.
На мястото на сегашната скромна църква до 1917 година съществува великолепна базилика, която е средище на богатата централна гръцка махала. Името Транос, тоест Голям, е дадено, за да се отличава от „Свети Николай Сирак“ (или „Свети Николай Малки“). Наричана е също Мегалос (Μεγάλος – Голяма) и Архондикос (Αρχοντικός – Благородна).

## История
В 1973 – 1977 година около сегашната църква са извършени разкопки, които констатират сгради от римската епоха, вероятно свързани с агората. Над тях по-късно е изгградена раннохристиянска базилика. Според традицията на мястото има по-късно византийски храм, но разкопките не дават доказателство за това. В надпис от 1110 година се споменава църква „Свети Николай Палеофавас“ (Άγιος Νικόλαος Παλαιοφάβας), която може да се свърже с „Николай Транос“. За пръв път името „Свети Николай Големи“ (Άγιος Νικόλαος Μεγάλος) се споменава в документ от 1406 година.
Запазен е османски ферман от 1722 година, от който се разбира, че „Свети Николай Транос“ е претърпяла големи щети и жителите на района са получили разрешение за възстановяване. Новата църква е просторна базилика с дървени колони и вероятно портик от южната страна. В 1833 – 1834 година енориашите отново получават разрешение за ремонт на църквата. Изглежда, че тя е била разрушена изцяло и построена наново около 1864 година.
След пожара от 1890 година, който унищожава крайбрежната митрополитска църква „Свети Димитър“, седалището на епархията и мощите на Свети Григорий Палама са прехвърлени в „Свети Николай Транос“.
Църквата изгаря при големия Солунски пожар на 6 август 1917 г., но не изцяло, както се вижда от снимките след пожара. След Малоазийската катастрофа в руините на храма живеят бежанци. През 1928 г. останките са премахнати, за да се изгради сегашният храм.